# John Armstrong
John Armstrong (Roxburghshire, Escócia, 1709 – Covent Garden, 7 de setembro de 1779) foi um poeta e médico britânico.

## Biografia
Armstrong foi filho do ministro de Castleton, Scottish Borders, antiga Roxburghshire, Escócia e estudou Medicina (1732) na Universidade de Edimburgo, e logo depois se estabeleceu em Londres, onde se dedicou mais à Literatura do que à Medicina.
É lembrado como amigo dos escritores James Thomson, David Mallet, e de outras celebridades literárias da época, e como o autor de um poema sobre "A Arte de Preservar a Saúde", que foi publicado em 1744, e onde um tema um tanto incomum para ser tratado de forma poética é desenvolvido com uma certa graça e engenhosamente manipulado.
Em 1746 foi nomeado para trabalhar como médico no hospital militar situado atrás da Buckingham House; e, em 1760, médico do exército na Alemanha, um trabalho que exerceu até a paz de 1763, quando foi para a reserva remunerada. Por muitos anos esteve intimamente associado com John Wilkes, mas brigou com ele em 1763.
A primeira publicação de Armstrong, como anônimo, intitulada An Essay for Abridging the Study of Physic (1735), era uma sátira dirigida à ignorância dos farmacêuticos e médicos de sua época. Ela foi seguida, dois anos depois, pela Economy of Love, um poema cuja improbidade prejudicou sua carreira profissional. Em 1744 publicou Art of Preserving Health, um poema didático de muito sucesso, e uma produção na qual sua reputação literária repousa. Sua Miscellanies (1770), que contém alguns poemas mais curtos possui um humor considerável.